# Fasta Åland
Fasta Åland (en finés: 'Manner-Ahvenanmaa' o Ahvenanmanner) es la isla más grande y más poblada del archipiélago de las islas Åland, un numeroso grupo de islas localizadas en aguas del mar Báltico y que integran una provincia autónoma especial de Finlandia. Con un área de 685 km², por superficie, es la tercera más grande de Finlandia (tras Soisalo y Sääminginsalo) y la 52.ª de Europa.
La capital provincial Mariehamn está situada en la isla y el noventa por ciento de la población insular vive en ella. Fasta Åland es la isla mayor del archipiélago (que tiene más de 1010 km²) y representa más del 70 % de la superficie terrestre de la provincia. Mide aproximadamente 50 km de norte a sur y 45 km de este a oeste.